# Cecile Licad
Cecile Licad (Manila, 11 de mayo de 1961) es una pianista filipina.

## Biografía
Cecile Buencamino Licad nació en Manila, Filipinas, hija del Dr. Jesús Licad y de Rosario Buencamino. Comenzó sus estudios de piano a la edad de tres años con su madre. Más tarde, estudió con la reconocida pianista Rosario Picazo, y hace su debut como solista a la edad de siete años con la Orquesta Filarmónica de las Filipinas.
A la edad de doce años, Licad se trasladó a Estados Unidos para estudiar en el Curtis Institute de Filadelfia con tres de los más grandes artistas intérpretes, ejecutantes y pedagogos: Rudolf Serkin, Seymour Lipkin y Mieczyslaw Horsowski.
Licad ha sido señalada como «pianista de los pianistas» por The New Yorker.

## Premios
- Licad se ha ganado el reconocimiento internacional como una de las más jóvenes músicas en recibir la prestigiosa medalla de oro del Concurso Leventritt. En 1981 este premio inició su carrera internacional y actuó con las mejores orquestas del mundo.

Una biografía, Mi Hija Cecile, la crónica de su vida hasta la victoria en el Concurso Leventritt fue publicada en 1994: la autora del libro es su madre
- Su grabación de los segundos Conciertos de Chopin y Saint-Saëns, bajo la dirección de André Previn, con la Filarmónica de Londres, recibió el Gran Premio del Disco Fryderyk Chopin, en 1985, en la categoría obras para piano y orquesta por la Asociación Fryderyk Chopin de Varsovia.[7]

## Repertorio y actuaciones
El repertorio de Cecile Licad tanto de solista como en recital va del repertorio clásico de Mozart y Beethoven, la literatura romántica de Brahms, Chaikovski, Schumann y Rajmáninov a la modernidad de las obras de Debussy, Ravel, Shostakóvich, Prokófiev y Bartók.

### Solista
Licad ha actuado con orquestas como las de Chicago, Boston, Filadelfia, Nueva York, la Nacional Symphony Orchestra y las orquestas de Los Ángeles, San Francisco, Houston, Seattle, Pittsburgh, Baltimore, Cincinnati, Phoenix, Tucson y Vancouver.
Ha actuado durante los festivales de Tanglewood, de Seattle, el Festival de Marlboro, el Mostly Mozart Festival (en Nueva York y Tokio), el Festival de Música Oriental (Greensboro) y el Festival de música de cámara de Santa Fe. En Europa, ha tocado con la Orquesta Sinfónica de Londres, la London Philharmonic, la Orquesta Sinfónica de la Radio de Baviera y la Orquesta de la Suisse Romande; en Asia, con la Hong Kong Philharmonic, la Nueva Orquesta Filarmónica de Japón, la NHK Symphony Orchestra en Tokio y la Orquesta Filarmónica de Filipinas.

### Música de cámara
Licad ha actuado en televisión con Mstislav Rostropovitch y ha tocado con conjuntos tales como la Orquesta Sinfónica de Cámara de Nueva York, Saint Paul Chamber Orchestra, Cuarteto Guarneri, Cuarteto Takács y Música de Marlboro. Aparece igualmente como solista invitada en gira Europea con la Orquesta de Cámara Orpheus. Ha tocado en recital con Murray Perahia, Peter Serkin y Nadja Salerno-Sonnenberg, con la que ha tocado en el Lincoln Center, en el Hall de la Orquesta de Chicago y en el Kennedy Center en Washington. Actúa regularmente con el violonchelista Alban Gerhardt, en toda Europa y Estados Unidos, sobre todo en la Frick Colección de Nueva York.

### Conciertos importantes
Actuó como solista durante la celebración del sesquicentenario de los pianos Steinway, en junio de 2003 en el Carnegie Hall, con la ejecución de seis canciones de Rajmáninov con el tenor Ben Heppner.
En 2006 tocó tres piezas de Chopin y el Vals Mephisto n.° 1 de Liszt en arreglo de Busoni, en el Museo Isabella Stewart Gardner de Boston.
En marzo de 2007 dio un concierto especial con su hijo de diecinueve años, Ottavio L. Meneses, igualmente pianista, en el Centro Cultural de Filipinas.

## Discografía
- Rachmaninof, Concierto para piano n.º 2 en do menor y Rapsodia sobre un tema de Paganini, en la menor, op. 43 - Orquesta Sinfónica de Chicago, dir. Claudio Abbado (1983, CBS Masterworks Récords)
- Chopin, Concierto para piano n.º 2 y Saint-Saëns, Concierto para piano n.º 2 - London Philharmonic Orquesta, dir. André Previn (16 de noviembre de 1983, CBS Masterworks)
- Schumann, Carnaval, Mariposas y Tocata en do mayor (1990, Sony Classical)
- Chaïkovski, Trío con piano en la menor, op. 50 y Brahms, Trío con corno, violín y piano en mi bémol mayor, op. 40 - Nadja Salerno-Sonnenberg, Antonio Meneses y John Cerminaro (1994, EMI)[10]
- Cecile Licad toca Chopin  (1995, Music Másteres).
- Franck & Brahms Sonatas - Licad con Nadja Salerno-Sonnenberg (EMI)
- Edición integral Beethoven, vol. 14 : Obras de cámara diversas - Licad con Patrick Gallois, flauta, Seis Aires Nacionales Aires con Variac. for Flute and Piano, Op. 105 y Diez Aires Nacionales con Variac. for Flute and Piano, op. 107 (1997, Deutsche Grammophon)
- Ravel, Obras para piano  (1998, Musical Heritage Society).
- Summerfest La Jolla 1998 (La Jolla Chamber Music Society)
- Marlboro Music Festival 50th Anniversary Álbum - Licad con Mieczysław Horszowski tocan Beethoven (3 marchas para piano a cuatro manos, op. 45 (2001, Bridge Récords) (OCLC 48085351 )
- Santa Fe Chamber Music Festival : Haydn, Cuarteto con guitarra, en re mayor ; Korngold, Quinteto con piano en mi mayor, op. 15 - Licad con Arnold Steinhardt, Benny Kim y Eric Kim (2002, Koch Classics)
- Louis Moreau Gottschalk, Música para piano (2003, Naxos)[11]
- Casals Encores - Licad acompaña al violonchelista Alban Gerhardt en un álbum de piezas favoritas de Pablo Casals (25-27 de junio de 2010, Hyperion Récords CDA67831) (OCLC 747104696 )
- Gabriel Fauré, Sonatas para violonchelo - Alban Gerhardt, violonchelo (2012, Hyperion Récords)[12]